# Проходы (Сумская область)
Проходы (укр. Проходи) — село,
Турьянский сельский совет,
Краснопольский район,
Сумская область,
Украина.
Код КОАТУУ — 5922387004. Население по переписи 2001 года составляло 62 человека.

## Географическое положение
Село Проходы находится в местности, где берут начало реки Прикок, Грязный, Сухой и Удава.
Село находится на границе с Россией.
На расстоянии в 1,5 км расположено село Марьино, в 2,5 км — посёлок Миропольское и село Турья.

## Известные жители и уроженцы
- Яков Степанович Дегтярёв (1900—1978) — лауреат Ленинской премии.